# Gote (Go)
Gote (jap. 後手) ist ein Spielkonzept des Go-Spiels. Es bedeutend den „Verlust der Initiative“, und wird meist als „Nachhand“, präziser mit „Verlust der Vorhand“, „in die Nachhand geraten“ in der Literatur verwendet. Das Gegenteil von Gote ist Sente, was so viel heißt wie vorausgehender Zug. Dieses Konzept im Spiel anzuwenden, ist Grundlage höherer Strategie. 
Wenn Schwarz beispielsweise eine Folge startet, die nach einer geraden Anzahl Züge beendet ist, erreicht Schwarz durch diese Folge Sente. Wenn Schwarz eine Folge einleitet, die nach einer ungeraden Anzahl Züge endet, verliert Schwarz Sente und erhält Gote. Gote sollte man nur akzeptieren, wenn man im Gegenzug ausreichend Kompensation erhält.
Ein gegenläufiges Sentespiel ist eine besondere Art des Gote-Spiels, das dem Gegner das Spielen eines Zuges in Sente verhindert. Der relative Wert eines gegenläufigen Sente ist von der Gesamtsituation auf dem Brett abhängig, aber man kann davon ausgehen, dass ein solcher Zug den doppelten Wert eines reinen Gotezuges hat.